# 세이셸 크리올
세이셸 크리올(Seychellois Creole)은 세이셸에서 쓰이는 언어이며, 프랑스어에 바탕을 둔 크리올이다. 영어, 프랑스어와 함께 공용어로 지정되어 있어서 법률로 그 사용이 보장되어 있다. 세이셸 독립 이후, 크리올 협회(Lenstiti Kreol)가 나서서 정서법과 규범 문법을 다듬는 노력을 하고 있다.